# Tour de Flandes 1921
El Tour de Flandes 1921 és la 5a edició del Tour de Flandes. La cursa es disputà el 13 de març de 1921, amb inici i final a Gant i un recorregut de 262 quilòmetres.
El vencedor final fou el belga René Vermandel, que s'imposà a l'esprint als seus companys d'escapada. Jules van Hevel, vencedor el 1920, fou segon, mentre Louis Budts acabà tercer.

## Classificació final
|    | Ciclista                   | Equip          | Temps      |
| -- | -------------------------- | -------------- | ---------- |
| 1  | René Vermandel (BEL)       |                | 9h 56' 00" |
| 2  | Jules van Hevel (BEL)      | Bianchi-Dunlop | m. t.      |
| 3  | Louis Budts (BEL)          |                | m. t.      |
| 4  | Albert Dejonghe (BEL)      |                | m. t.      |
| 5  | Louis Mottiat (BEL)        | Alcyon         | m. t.      |
| 6  | John van Ruysseveldt (BEL) |                | m. t.      |
| 7  | Oscar Voet (BEL)           |                | + 150 m    |
| 8  | Arthur Claerhout (BEL)     |                | + 2' 30"   |
| 9  | Adolphe Coppez (BEL)       |                | + 5' 30"   |
| 10 | Jules Masselis (BEL)       |                | + 9' 25"   |